# Trigonostemon howii
Trigonostemon howii là một loài thực vật có hoa trong họ Đại kích. Loài này được Merr. & Chun miêu tả khoa học đầu tiên năm 1935.